# محمد توفيق علاوي
محمد توفيق حسين علاوي أمين ناصر  منصور الربيعي (بالإنجليزية: Muhammad Tawfiq Allawi)‏، سياسي عراقي وكُلفَ لمنصب رئيس وزراء العراق ولكنة أعتذر عن التكليف بسبب عدم تمرير الكابينة الوزارية وعدم اكتمال النصاب في البرلمان العراقي، انتخب عضواً لمجلس النواب بعد عام 2003 لدورتين وكان وزيراً للاتصالات لدورتين في حكومة رئيس الوزراء نوري المالكي

## دراسته
التحق بجامعة بغداد كلية الهندسة المعمارية وفي السنة الأخيرة ترك العراق وهاجر إلى لبنان، التحق بالجامعة الأمريكية في بيروت ونال شهادة البكلوريوس في هندسة العمارة عام 1980.

## نشاطه الاجتماعي
عضو فاعل في إحدى تشكيلات الأمم المتحدة في جنيف المجلس الاقتصادي والاجتماعي للأمم المتحدة المجلس الاقتصادي والاجتماعي للأمم المتحدة من خلال (منظمة الحوار بين الأديان) (Interfaith International) ذات الصفة الاستشارية في الامم المتحدة للدفاع عن حقوق الإنسان وبالذات الإنسان العراقي خلال فترة الحصار على العراق والاضطهاد للشعب العراقي من قبل النظام البائد.
مؤسس منظمة نداء كوسوفو (Kosovo Appeal) للدفاع وإغاثة الأقلية المضطهدة في تسعينات القرن الماضي في جمهورية يوغسلافيا السابق.

## نشاطاته السياسية
كان أحد اتباع محمد باقر الصدر انتمى إلى حزب الدعوة الإسلامية ثم ترك الحزب، في عام 2005 شارك مع إياد علاوي في تشكيل «القائمة العراقية» الليبرالية، 

### المناصب السياسية التي تسنمها
انتخب عضواً لمجلس النواب العراقي منذ بداية عام 2006 حتى تعيينه وزيراً للاتصالات منذ اواسط عام 2006 حتى نهاية عام 2007.
التحق مرة أخرى بمجلس النواب عوضاً عن النائبة المتوفية السيدة عايدة عسيران عام 2008 حتى انتخابات عام 2010.
انتخب عام 2010 عضواً في مجلس النواب ثم تم تعيينه وزيراً للاتصالات نهاية عام 2010، وقد قدم استقالته من وزارة الاتصالات بسبب خلافه مع رئيس الوزراء في نهاية عام 2012
كُلف لمنصب رئيس الوزراء ولكنه فشِل في تمرير كابينته الوزارية من خلال البرلمان العراقي حيث لم يكتمل النصاب القانوني خلال الفترة الدستورية

### تكليفه برئاسة مجلس الوزراء
في 1 شباط 2020 تم تكليفه برئاسة مجلس الوزراء من قبل رئيس الجمهورية برهم صالح خلفاً للمستقيل عادل عبد المهدي، ورشح للمنصب بتوافق سياسي بين كتله الفتح (هادي العامري) وكتله سائرون (مقتدى الصدر)، وفي 1 آذار 2020 قدم اعتذاره لرئيس الجمهورية برهم صالح بسبب عدم تمرير الكابينة الوزارية من قبل أحزاب مجلس النواب.